# 73e division de fusiliers motorisés
Pour les articles homonymes, voir 73e division.
La 73e division de fusiliers motorisés (russe : 73-я мотострелковая дивизия, numéro d'unité militaire 45933) est une division de l'Armée de terre soviétique. Elle est créée pendant la Seconde Guerre mondiale sous le nom de 73e division de fusiliers (russe : 73-я стрелковая дивизия).

## Histoire

### Seconde Guerre mondiale
La première 73e division de fusiliers de la Grande Guerre patriotique est détruite fin 1941 lors de la bataille de Viazma. La 73e division de fusiliers recréée en janvier 1942 et détruite dès l'été lors de l'offensive vers Stalingrad.
En mai 1942, la 122e brigade de fusiliers est créée au sein du front de Briansk et affectée à la 48e armée de ce front. Le 15 octobre, la brigade forme le cadre de la nouvelle 73e division de fusiliers (troisième formation), toujours au sein de la 48e armée.
La division reçoit le 20 octobre 1943 le titre honorifique Новозыбковская (Novozybkovskaïa, « de Novozybkov »), en récompense pour la libération de la ville. 
À partir de décembre 1943, la division est rattachée au  29e corps de fusiliers, corps dont elle fera partie quasiment sans interruptions jusqu'à la fin des années 1960. Elle est récompensée de l'ordre du Drapeau rouge le 2 juillet 1944 après la libération de Jlobine. Elle reçoit l'ordre de Souvorov, 2e classe, le 25 juillet, après le franchissement de la Chtchara et la libération de Slonim. Elle reçoit enfin l'ordre de Lénine le 5 avril 1945 après la prise d'Allenstein (Olsztyn).

### Guerre froide
À l'été 1945, la division s'installe à Novorossiïsk, dans le kraï de Krasnodar, et est rattachée, avec le 29e corps de fusiliers, au district militaire du Kouban (district militaire qui fusionne en mai 1946 dans le district militaire du Caucase du Nord). À l'été 1946, elle est réduite au format d'une brigade et renommée 39e brigade indépendante de fusiliers. Le 23 juillet 1949, la 39e brigade redevient une division et prend le nom de 73e division de fusiliers de montagne (le 29e corps prenant le nom de 29e corps de fusiliers de montagne), puis 73e division de fusiliers en 1954,. Le 10 juin 1957, la division est transformée en 73e division de fusiliers motorisés (la même année, le 29e corps de fusiliers devient 29e corps d'armée).
En février 1970, à cause des tensions sino-soviétiques, la division part s'installer à Komsomolsk-sur-l'Amour. Elle est alors rattachée à la 15e armée combinée.
La division, maintenue à un effectif réduit dans les années 1980, est transformée le 29 octobre 1989 en 5505e base de stockage de matériel et d'équipement. Cette base est elle-même dissoute en 1993 (d'autres sources indiquent que dans les années 1990 elle a brièvement donné naissance à la 177e brigade indépendante de fusiliers motorisés de l'Armée de terre de la fédération de Russie).

## Composition
Son ordre de bataille pendant la Seconde Guerre mondiale est le suivant :
- 392e régiment de fusiliers
- 413e régiment de fusiliers
- 471e régiment de fusiliers
- 11e régiment d'artillerie
- 148e groupe (divizion) indépendant antichar
- 51e compagnie de reconnaissance (puis 154e)
- 25e bataillon de sapeurs (puis 196e)
- 358e bataillon indépendant de transmissions (puis 625e et 613e compagnies)
- 68e bataillon médical-sanitaire
- 54e compagnie de lutte contre les gaz (puis 15e)
- 186e compagnie automobile (puis 185e)
- 464e boulangerie de campagne
- 929e infirmerie vétérinaire divisionnaire
- 1767e bureau de poste de campagne (en)
- 1724e bureau de campagne de la Gosbank.

La division conserve la même organisation des régiments jusqu'en 1957, les 392e, 413e et 471e régiments de fusiliers étant renforcés au milieu des années 1950 par le 394e régiment de chars (ex-898e groupe indépendant d'artillerie automotrice). En 1957, les régiments de fusiliers gardent leurs numéros mais deviennent des régiments de fusiliers motorisés. En 1970, le 392e régiment de fusiliers motorisés (numéro d'unité militaire 61866) forme le cadre de la 156e division de fusiliers motorisés qui remplace à Novorossiïsk la 73e division .
Dans les années 1980, l'ordre de bataille de la division est le suivant :
- 413e régiment de fusiliers motorisés (numéro d'unité militaire 61853)
- 471e régiment de fusiliers motorisés (numéro d'unité militaire 45912)
- 502e régiment de fusiliers motorisés (numéro d'unité militaire 22452)
- 394e régiment de chars (numéro d'unité militaire 10196)
- Régiment d'artillerie de la Garde (numéro d'unité militaire 20629)
- Régiment antiaérien
- Groupe (divizion) indépendant de lance-roquettes multiples
- Groupe indépendant antichar
- 154e bataillon indépendant de renseignement
- 536e bataillon indépendant du génie (héritier du 25e bataillon de sapeurs[21], numéro d'unité militaire 62812)
- Bataillon indépendant de transmissions (numéro d'unité militaire 12687)
- Compagnie de protection chimique (numéro d'unité militaire 34626)
- Bataillon indépendant de réparation et de restauration
- Bataillon indépendant médical
- Bataillon indépendant de soutien et de matériel (numéro d'unité militaire 64429)
- Bureau de contre-espionnage militaire.